# REC.
《REC.》는 가수 유주의 미니 음반이다.

## 발매 과정
2022년 1월 3일, 티저 포스터가 공개되었다. 1월 4일 릴리스 스케쥴이 공개되었고, 1월 5일 앨범커버가 공개되고 예약판매가 시작되었다. 1월 6일, 콘셉트 필름이 공개되었다. 1월 7일, 트랙 리스트가 공개되었다. 1월 8-9일에 걸쳐 콘셉트 포토가 총 6장 공개되었다. 1월 10일, 가사 중 일부가 영어로 적혀 있는 가사 포스터가 공개되었다. 1월 12일, 첫 번째 뮤직비디오 티저가 공개되었다. 1월 14일, 앨범 샘플러를 통해 모든 수록곡의 일부 부분이 공개되었다. 1월 16일 'SPECIAL GIFT'로 라이브 버전 앨범 샘플러가 추가로 공개되었다. 1월 17일, 두 번째 뮤직 비디오 티저가 공개될 예정이다.
1월 18일 오후 6시에 모든 음원사이트 등에 음원이 공개될 예정이다.

## 수록곡
1. Bad Blood (01:20)
작사: 유주, 챈슬러
작곡: Musikality, Celine Svanbäck, Ferras Alqaisi, Jeppe London
편곡: Musikality, Jeppe London
2. 놀이 (Play) (타이틀 곡) (03:22)
작사: 유주, 챈슬러
작곡: Amelia Moore, Kyle Buckley, Charles Nelsen, MZMC, 유주, 챈슬러
편곡: Pinkslip, inverness, MZMC
3. 겨우, 겨울 (Feat. 매드클라운) (03:39)
작사: 유주, 챈슬러, 매드클라운
작곡: 유주, 챈슬러
편곡: 허인국(GALLERY), 유제혁(GALLERY)
4. 데킬라 (The Killa) (03:21)
작사: 유주, 챈슬러, Knave
작곡: 유주, 챈슬러, Purple, 장성일
편곡: 챈슬러, Purple
5. Blue Nostalgia (03:28)
작사: 유주
작곡: Amelia Moore, JBACH, Leroy Sanchez, Kyle Buckley, Charles Nelsen, Kyle Scherrer, MZMC, 유주
편곡: Pinkslip, inverness, Dry Kyle, MZMC